# Molly Hannis
Molly Hannis (Santa Rosa, 13 marzo 1992) è una nuotatrice statunitense, che ha rappresentato gli Stati Uniti ai Giochi olimpici di Rio de Janeiro 2016 nella gara dei 200 m rana.

## Palmarès
- Mondiali in vasca corta

Windsor 2016: oro nella 4x100m misti, bronzo nei 50m rana e nei 100m rana.
- Giochi panamericani

Lima 2019: oro nella 4x100m misti.

## International Swimming League
| Stagione 2019 | Stagione 2020 | Stagione 2021 |
| ------------- | ------------- | ------------- |
| Cali Condors  | Cali Condors  | Cali Condors  |